# سفارة كوستاريكا في النرويج
سفارة كوستاريكا في النرويج هي أرفع تمثيل دبلوماسي لدولة كوستاريكا لدى النرويج. تقع السفارة في وهي تهدف لتعزيز المصالح الكوستاريكية في النرويج.

## وصلات خارجية
- قائمة سفارات كوستاريكا
- قائمة السفارات في النرويج